# Eucereon fassli
Eucereon fassli là một loài bướm đêm thuộc phân họ Arctiinae, họ Erebidae.